# کلیسای جامع سنت جورج، لندن
کلیسای جامع سنت جورج، لندن (انگلیسی: St George's Cathedral, London) یک کلیسای  ارتدکس در منطقه کمدن لندن است. این کلیسا که بنا به طراحی جیمز پنتورن بنا شده بود، در سال ۱۸۳۷ به عنوان عبادتگاه مسیحیت به نام کلیسای مسیح مقدس شناخته شد. این کلیسا در سال ۱۹۸۹ به یک کلیسای جامع ارتدکس تبدیل شد.

## توصیف
این ساختمان که توسط جیمز پنتورن طراحی شده‌است، در گوشه خیابان ردهیل و خیابان آلبانی واقع شده‌است. این ساختمان مستطیلی است، و با نمای آجری رنگ و گچ ساخته شده‌است. معماری به طور وسیع کلاسیک است. گچ‌بری عمیق اسپر و سراسر ساختمان را با یک دیواره آجری ساده بالا کشیده است. برجی بالای در ورودی قرار دارد که در بالای آن یک مناره هشت‌ضلعی است. برج کلیسا در مقایسه با بدنه اصلی کلیسا، بسیار کوچک است.